# Lübeck (Schiff, 1905)
Die Lübeck war ein Kleiner Kreuzer der Kaiserlichen Marine. Sie war das vierte Schiff der Bremen-Klasse und eines der ersten deutschen Kriegsschiffe mit Dampfturbinenantrieb und gehörte stets der heimischen Hochseeflotte an.

## Vorkriegszeit

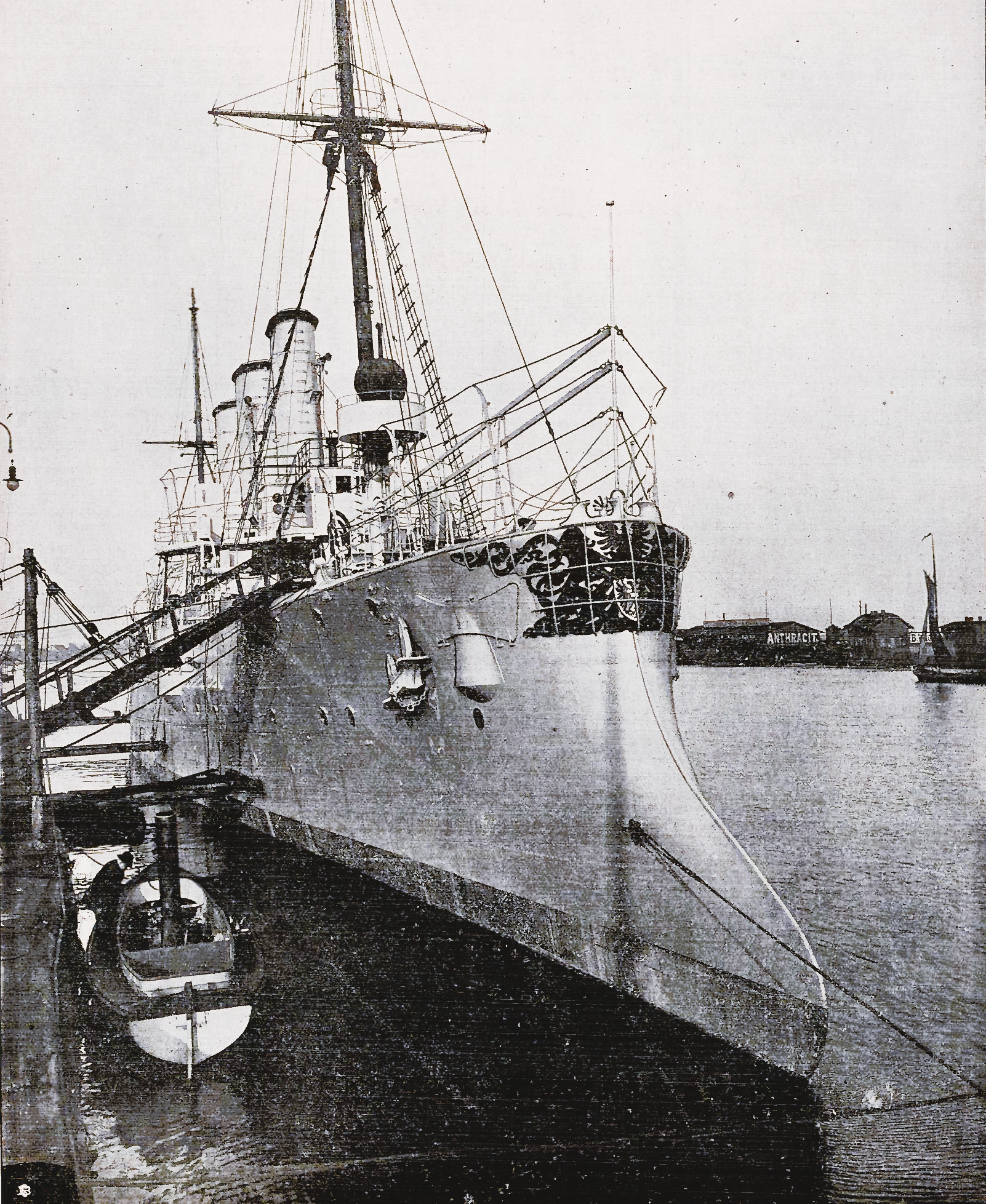
Die Lübeck, 1905

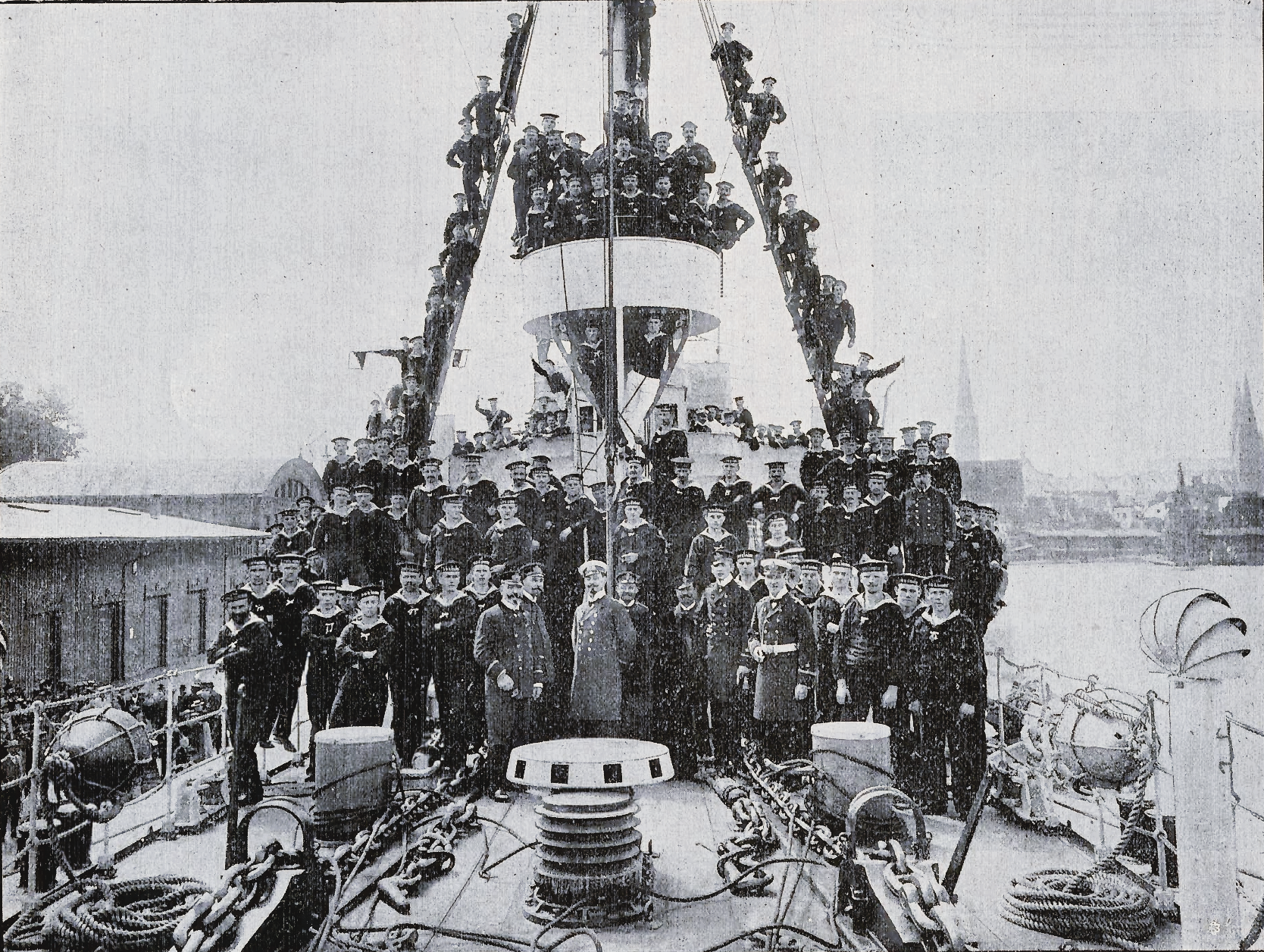
Auf Besuch in seiner Patenstadt, 1905

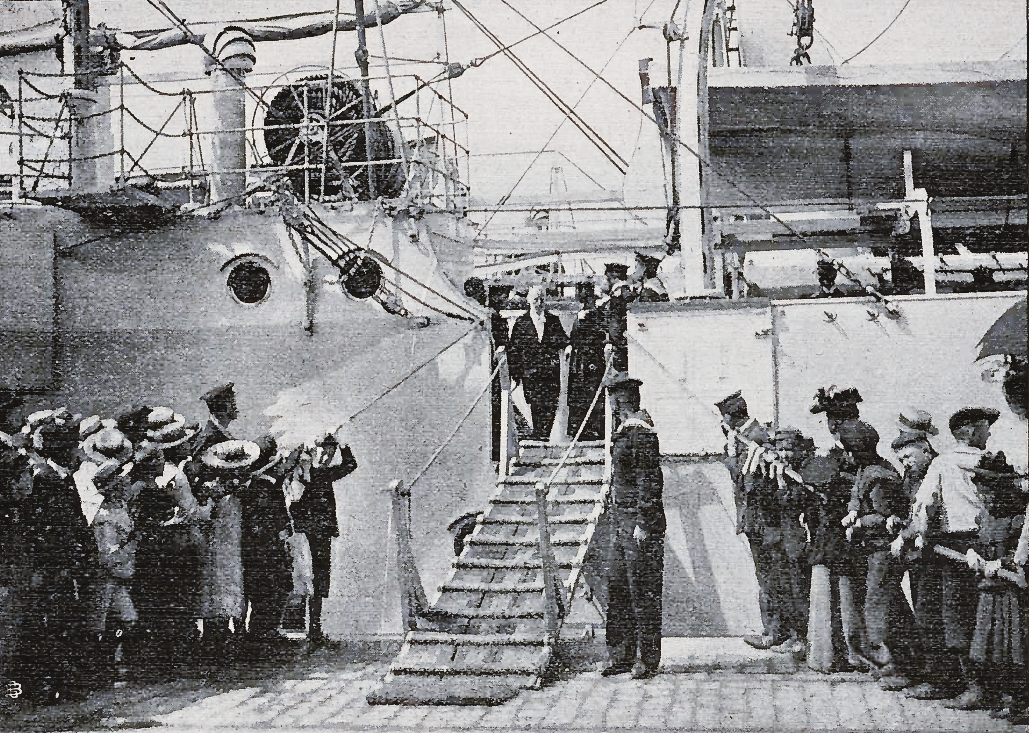
Lübeckischer Bürgermeister Eschenburg an Bord, 1905

Der als Ersatz des Kreuzers Meteor gedachte Kreuzer wurde 1903 bei der AG Vulcan Stettin mit der Baunummer 260 auf Kiel gelegt. Auf Wunsch des Kaisers Wilhelm II. sollte er den Namen Lübeck erhalten. Am 26. März 1904 tauften es der aus seiner zukünftigen Patenstadt angereiste Bürgermeister Heinrich Klug in Begleitung des Senators Friedrich Heinrich Bertling auf den Namen der Freien und Hansestadt Lübeck. Da es bei der Fertigung der Antriebsturbinen zu Verzögerungen kam, konnte das Schiff erst am 26. April 1905 in Dienst gestellt werden. Danach folgte eine lange Erprobungszeit, um Vergleiche zum Kolbenmaschinenantrieb anzustellen. Am 30. Oktober 1905 wurden die Probefahrten wegen der revolutionären Unruhen in Russland unterbrochen. Der Kreuzer ging mit sieben Torpedobooten in die östliche Ostsee. Die Torpedoboote hielten den durch einen Eisenbahnerstreik unterbrochenen Postverkehr mit Sankt Petersburg aufrecht, während die Lübeck vor dem Finnischen Meerbusen kreuzte, um auf Wunsch des Kaisers bei einer Zuspitzung der Lage die Zarenfamilie an Bord zu nehmen. Nach zwei Wochen hatte sich die Lage beruhigt und die deutschen Schiffe wurden abgezogen. Während der fortgesetzten Probefahrten wurde die Lübeck vom 31. März bis zum 25. April 1906 als Führerschiff der Schul- und Torpedobootsflottille eingesetzt. Anschließend gehörte sie bis zum 17. Mai 1906 dem Verband der Schul- und Versuchsschiffe an.
Am 22. August 1906 waren alle Erprobungen beendet. Das Schiff wurde nun in den Verband der Aufklärungsschiffe eingereiht und nahm an den üblichen Reisen, Übungen und Manövern teil. Dabei kollidierte es am 10. Juni 1908 in der Kieler Förde mit dem Dreimastschoner San Antonio, der dabei sank. Da die Lübeck die Schuld trug, musste die Kaiserliche Marine für den Reeder ein Ersatzschiff in Auftrag geben.
Am 19. April 1909 wurde die Lübeck unter Fregattenkapitän Robert Kühne plötzlich nach Syrien und Kleinasien entsandt, da dort Unruhen ausgebrochen waren.
Am 2. Juni 1909 trat sie wieder die Heimreise an und wurde am 17. Juni wieder in den Verband der Aufklärungsschiffe eingereiht. Am 10. Oktober 1911 wurde das Schiff außer Dienst gestellt und erhielt den Reservestatus.

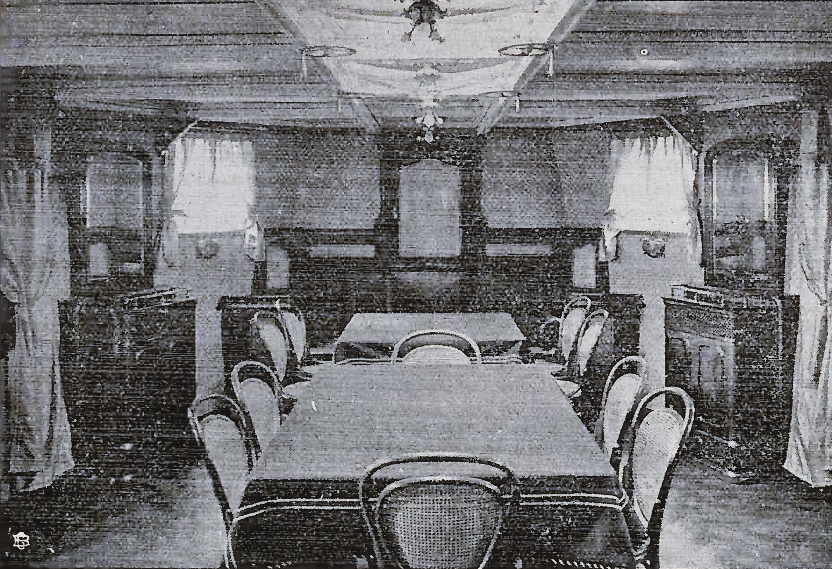
Kajüte des Kommandanten
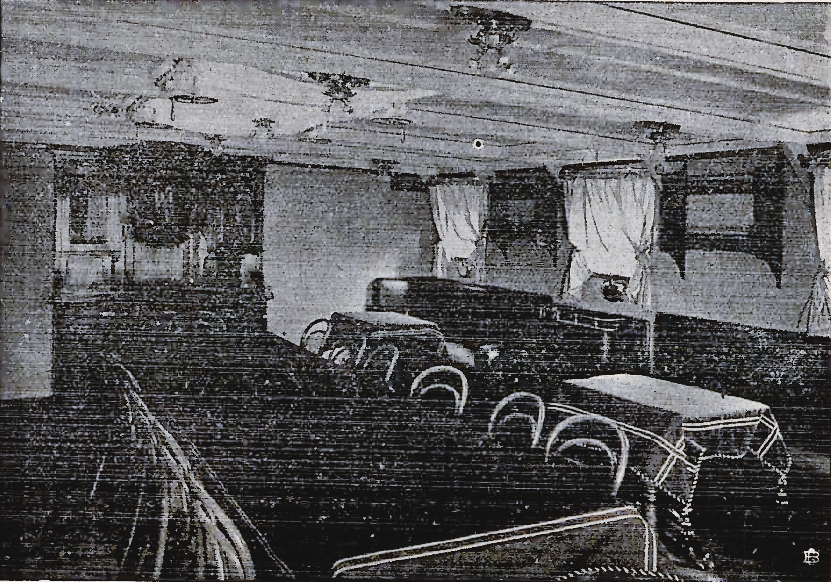
Offiziersmesse
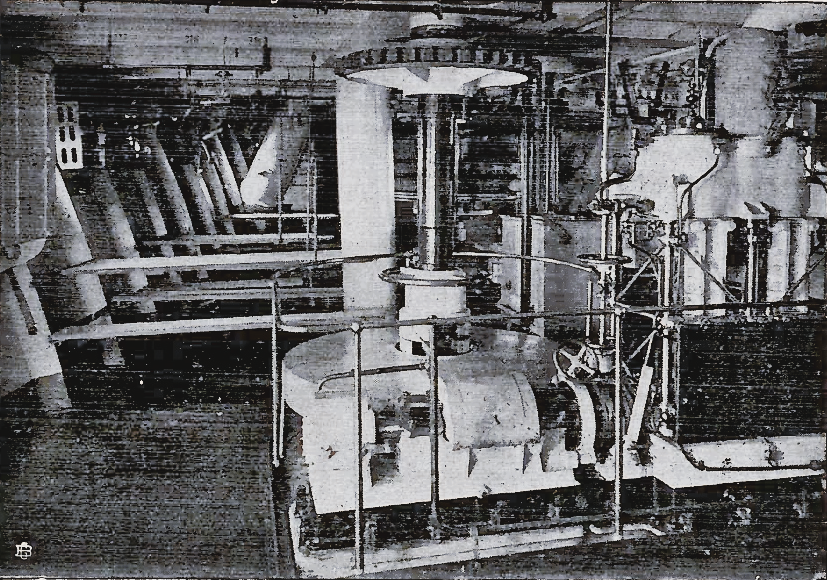
Mannschaftsraum und Dampfspillanlage

## Besuch in der Patenstadt
Der Name Lübeck war durch den Kreuzer wieder, wie einst in der alten Reichskriegsflotte vom Jahre 1848 durch die Korvette Lübeck, in der Marine vertreten.
Als die Lübeck während seiner Erprobungsfahrten Kurs am 23. Juli 1905 auf seine Patenstadt nahm, schmückte den Kommandantensalon bereits das erste Geschenk. Die im finnischen Wilborg verheiratete junge Lübeckerin Marie Karstedt, geb. Schütt und spätere Mutter von Peter, stickte einen Tischläufer, der durch Vermittlung des Reichsmarineamtes seinen Weg hierhin fand, mit der Inschrift:
Lubeke aller Städte schone
Vun riken Ehren dragest du die Krone
Der Segelverein „Lubeca“ empfing das Schiff unterhalb der Herrenbrücke, wo seine Flottille über die Toppen flaggte und in Dwarslinie vor Anker lag. In der Stadt, die öffentlichen Häuser sowie Schiffe im Hafen waren für die Dauer des Besuches beflaggt, begrüßte, da mit Henry Neßler deren Regimentskommandeur nicht in der Stadt war, unter der Führung Major Arnold von Heise-Rotenburgs das Offizierskorps des heimischen Infanterie-Regimentes die Kameraden von der Flotte.
Am Abend wurden vom Gesandten des Senats die Geschenke übergeben.
Das Geschenk des Senates umfasste einen Silberbesteckschrank. Die Gegenstände zeigten in künstlerischer Ausführung eine Gravur des lübeckischen Adler und ein Widmungsschild auf dem Deckel.
Die Kaufmannschaft und Handelskammer stiftete das zweite Geschenk in Form einer Bowle. Die Inschrift der Bowle war:
„Dem Offizierskorps des Kreuzers Lübeck gewidmet von Lübecks Kaufmannschaft und Handelskammer 1904“
Auf der einen Seite war in getriebener Arbeit der Kreuzer Lübeck, auf der anderen Seite das alte Admiralitätsschiff Adler abgebildet. Der Deckelkopf enthält in Emaille die acht Wappen der führenden kaufmännischen Gilden, aus denen sich später die Kaufmannschaft gebildet hat, auch war am Deckel Lübecks Wappen und das der Kaufmannschaft angebracht. Die untere Hälfte schmückten Ranken aus Lorbeer. Die Bowle selbst ruhte auf einem massiven Silberbrett. Ergänzt wurde das Körperschaftsgeschenk durch ein von der Tochter Eduard Rabes, den 1905 amtierenden Präses, gemaltes Gemälde der oben genannten Korvette.
Der Marine-Verein zu Lübeck schenkte für die Deckoffiziersmesse ein aus zwei Humpen und 12 Gläsern nebst zwei Servierbrettern bestehendes Bierservice.
Die Schiffergesellschaft schenkte zwei Weinkannen. Auf einem massiv silbernen Untersatz, die Widmung und der Name der Stifterin waren auf dessen Rand enthalten, baute sich der bauchige Kristallkörper auf, auf dessen oberen Ende ebenfalls in Silber Hals und Deckel aufgesetzt waren. Auf den Kannenhälsen waren je eine Außen- und Innenansicht der Schiffergesellschaft zu sehen, ebenso der Lübeckische Adler und die Inschrift:
„Allen zu gefallen ist unmöglich“.
Die Deckel enthielten eine plastische Nachbildung der Gruppen von den Beischlägen am Schiffergesellschaftshaus mit dem Trompeter und dem Bootsmann.
Als Gegengabe übergab Fregattenkapitän Alexander Meurer ein Gemälde vom Kreuzer Lübeck.

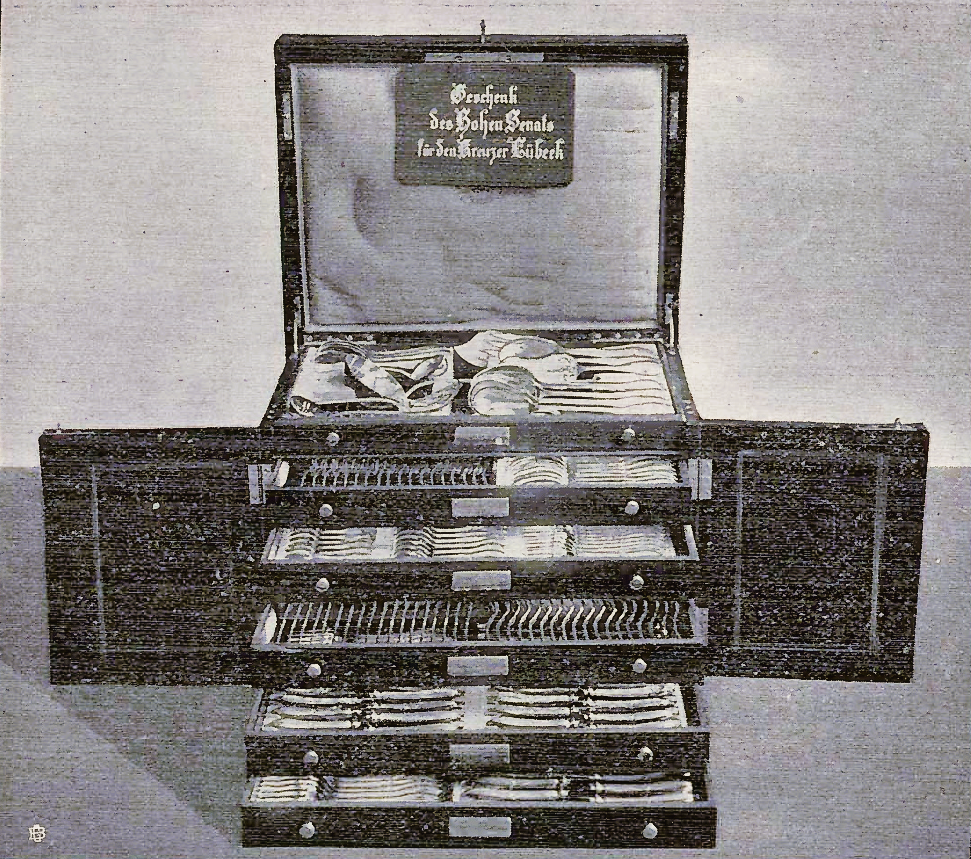
Silberschrank
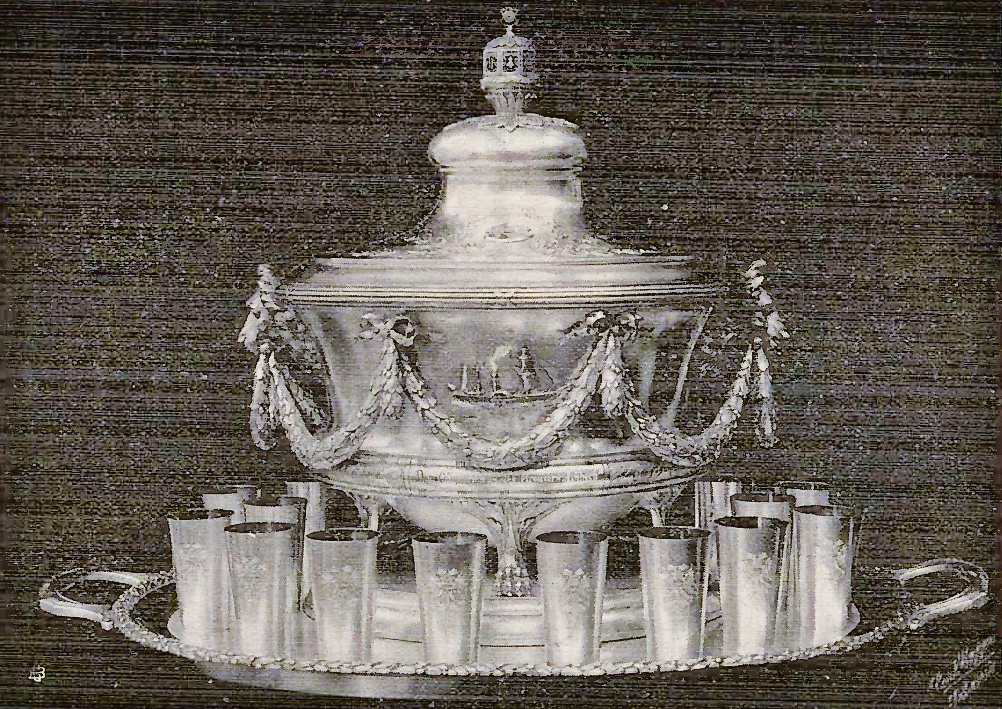
Bowle
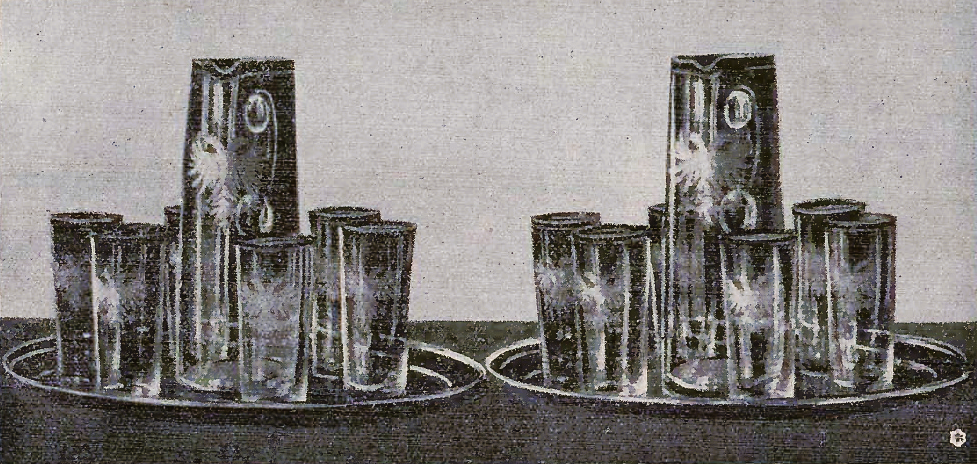
Marine-Vereins-Geschenk
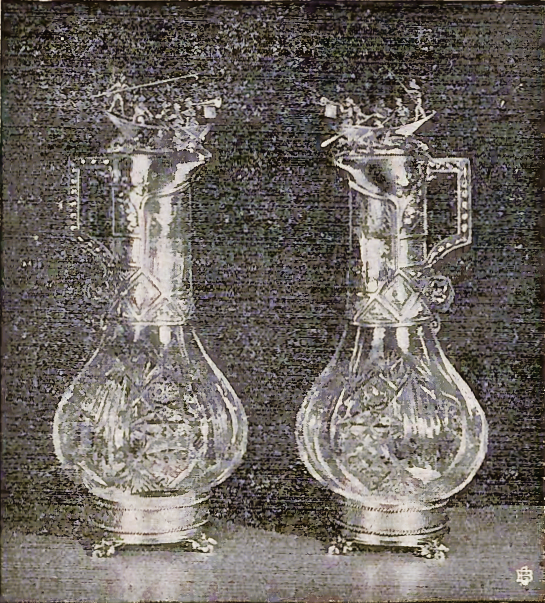
Zwei Weinkannen

Als am Montagvormittag der Bürgermeister an Bord kam, stieg, während er das Fallreep überschritt, im Großtopp die Flagge empor. Als er von Bord ging, wurden 21 Kanonenschüsse abgegeben. Nachmittags wurde das Schiff für Besucher freigegeben.
Am Vormittag des letzten Tages erhielt die Mannschaft eine Stadtführung. Kurz vor Mittag spielte die Regimentskapelle, die zu jener Zeit die beste ihres Korps war, Muss i denn, muss i denn zum Städtele hinaus und das Schiff verließ Lübeck.

## Kriegseinsatz
Mit Beginn des Ersten Weltkrieges wurde die Lübeck am 12. August 1914 wieder in Dienst gestellt und gehörte dem Ostseegeschwader an. Sie nahm an Minenunternehmungen und Vorstößen bis nach dem Rigaischen Meerbusen erfolgreich teil. Nachdem Libau in deutschen Besitz genommen war, wurde die Lübeck am 28. Juni 1915 in ein Gefecht mit 15 russischen Zerstörern verwickelt. Hierbei ging ein Treffer einer russischen 10-cm-Granate mitten durch die Flagge, während der Kreuzer selbst unbeschädigt blieb. Vom 30. Juni bis zum 2. Juli 1915 nahm die Lübeck an einem Vorstoß nach Gotland teil, bei dem es zu einem Gefecht mit russischen Kreuzern kam und sie acht Treffer auf dem Panzerkreuzer Rurik erzielte, ohne selbst getroffen zu werden.
Am 13. Januar 1916 erhielt die Lübeck auf dem Marsch von Libau nach Kiel nördlich Rixhöft einen Minentreffer am Heck. Hierbei wurden zwei Mann über Bord geschleudert und fünf weitere schwer verletzt. Sowohl Ruder und als auch Schrauben waren beschädigt. Der Fockmast brach und stürzte auf die Kommandobrücke und verletzte Fregattenkapitän Halm schwer. Etwa 240 Tonnen Wasser drangen ins Schiff. Bei schwerem Seegang wurde die Lübeck zuerst vom Torpedoboot V 189 abgeschleppt und schließlich vom Schlepper Weichsel nach Danzig-Neufahrwasser eingebracht. Am 28. Januar 1916 wurde das Schiff außer Dienst gestellt und dann nach Stettin verholt. In der Vulcanwerft wurde die Lübeck repariert und gleichzeitig umgebaut. Die jeweils zwei 10,5-cm-Geschütze auf der Back bzw. auf dem Achterschiff wurden durch eine 15-cm-Kanone ersetzt, der alte Rammsteven wich einem modernen Bug und die Brückenaufbauten wurden den neuesten Konstruktionen angeglichen. Äußerlich ähnelte Lübeck nun bewusst den neuen Minen-Kreuzern der Brummer-Klasse. Am 15./16. Dezember 1916 erfolgten die Probefahrten, jedoch verblieb das Schiff mangels Personal in der Reserve.
Im März 1917 wurde die Lübeck wieder in Dienst gestellt und zum U-Boot-Schul- und Zielschiff umfunktioniert. Am 8. März 1918 wurde das Schiff erneut außer Dienst gestellt. Die Besatzung wechselte auf den Kleinen Kreuzer Stuttgart, welcher zum Flugzeugkreuzer umgebaut worden war.

## Endschicksal

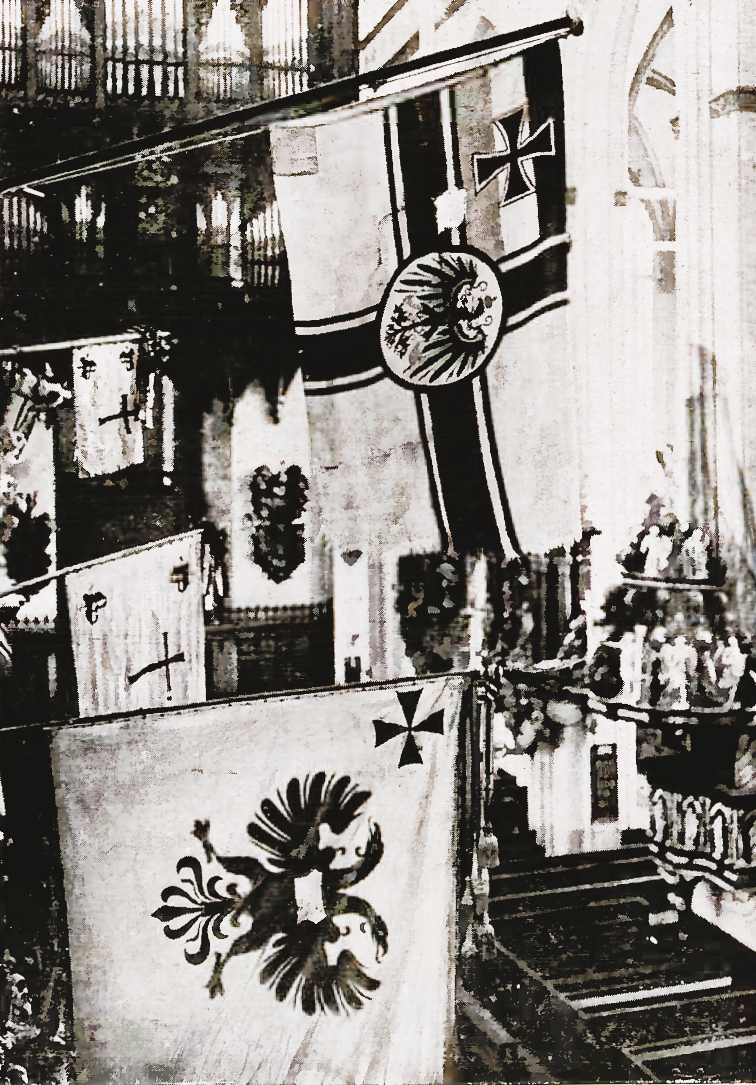
Die Flagge des Kreuzers Lübeck in der Marienkirche.

Nach Ende des Krieges wurde das Schiff am 5. November 1919 aufgrund des Versailler Vertrages aus der Liste der Kriegsschiffe gestrichen und am 3. September 1920 an Großbritannien ausgeliefert. In den Jahren 1922–1923 wurde der Kleine Kreuzer Lübeck schließlich in Deutschland abgewrackt.
Die Flagge wurde dem Reichsmarine-Museum im Institut für Meereskunde bei der Universität Berlin übergeben und stand dort im Lichthof an der „Ehrenwand der Marine“.
Im August 1929 erbat sie der Kirchenvorstand St. Mariens vom Reichsminister und erhielt sie am 15. Oktober.
Die Einbringung in die Kirche durch eine aus Mannschaften der beiden aus Swinemünde nach Lübeck abgeordneten Torpedoboote T 196 und S 19 gebildete Fahnenkompanie sowie unter Teilnahme des Reichswehr-Regiments Nr. 6, dem Senat und der Bürgerschaft, vieler kameradschaftlicher Verbände, insbesondere der Skagerrak-Gesellschaft, des Marine-Vereins und des Flottenbundes deutscher Frauen und einer 3000 Menschen zählenden Menge fand am 17. November statt.
Die Flagge wurde am südlichen Hauptpfeiler des Mittelschiffes angebracht, den Fahnen des Regiments Lübeck gegenüber neben den Fahnen der Hanseatischen Legion von 1813 und des Lübeckischen Kontingents.

## Kommandanten
- Fregattenkapitän Alexander Meurer: von der Indienststellung 1905 bis Ende März 1906
- Korvettenkapitän Hermann Nordmann: März/April 1906
- Korvettenkapitän Otto Philipp: von April 1906 bis August 1906
- Kapitänleutnant Paul Gerdes: August/September 1906 reduzierte Besatzung
- Kapitänleutnant Hans Grupe: September 1906 reduzierte Besatzung
- Fregattenkapitän Felix Funke: von Oktober 1906 bis September 1907
- Korvettenkapitän Ferdinand Thyen: von September 1907 bis September 1908
- Fregattenkapitän/Kapitän zur See Robert Kühne: von Oktober 1908 bis Januar 1910
- Fregattenkapitän/Kapitän zur See Friedrich Tiesmeyer: von Januar 1910 bis April 1911
- Fregattenkapitän Hans Zenker: von April 1911 bis Oktober 1911
- Reservestatus: von Oktober 1911 bis August 1914
- Fregattenkapitän Franz Lustig: von August 1914 bis September 1914
- Fregattenkapitän Paul Fischer: September/Oktober 1914
- Fregattenkapitän Wilhelm Bunnemann: Oktober/November 1914
- Korvettenkapitän/Fregattenkapitän Franz Halm: von November 1914 bis Januar 1916
- Kapitänleutnant Helmut Gerlach: Januar 1916 in Vertretung
- Fregattenkapitän Max Lutter: März 1917
- Fregattenkapitän Paul Reichardt: von März 1917 bis November 1917
- Fregattenkapitän Fritz Müller-Palm: von November 1917 bis März 1918

## Bekannte Besatzungsangehörige
- Friedrich Ruge (1894–1985), war von 1956 bis 1961 erster Inspekteur der Marine